# Aegialomys
Aegialomys ist eine Gattung in der Familie der Wühler mit zwei Arten, die im Westen Südamerikas und auf den Galapagosinseln vorkommen. Die zugehörigen Arten zählten bis 2006 zur Gattung Reisratten.
Der wissenschaftliche Name ist vom griechischen Wort Aegialos für eine Küstenlandschaft abgeleitet.

## Merkmale
Bei diesen Nagetieren ist das oberseitige Fell gelbbraun bis graubraun gesprenkelt. Die Grenze zur helleren Unterseite ist deutlich ausgeprägt. Am Schwanz ist die Unterseite nur bei einigen Exemplaren deutlich heller als die Oberseite. Ein Merkmal der Gattungsvertreter sind die langen Haarbüschel an den Zehen, welche die Krallen bedecken. Im Gegensatz zu den Reisratten bildet die Muskelwulst Hypothenar einen deutlichen Ballen. Für ein Exemplar der Galápagos-Schildreisratte wurde eine Kopf-Rumpf-Länge von 152 mm sowie eine Schwanzlänge von 102 mm ermittelt. Die entsprechenden Werte für die Gelbe Schildreisratte liegen bei 121 mm beziehungsweise 132 mm.

## Arten und Verbreitung
Die IUCN listet folgende Arten:
- Die Galápagos-Schildreisratte lebt endemisch auf der Insel Santa Fé im Osten der Galapagosinseln.
- Die Gelbe Schildreisratte (Aegialomys xanthaeolus) ist in Ecuador und Peru westlich der Anden verbreitet.

Die IUCN listet die Galápagos-Schildreisratte als gefährdet (vulnerable) und die Gelbe Schildreisratte als nicht gefährdet (least concern).